# 三宅諒

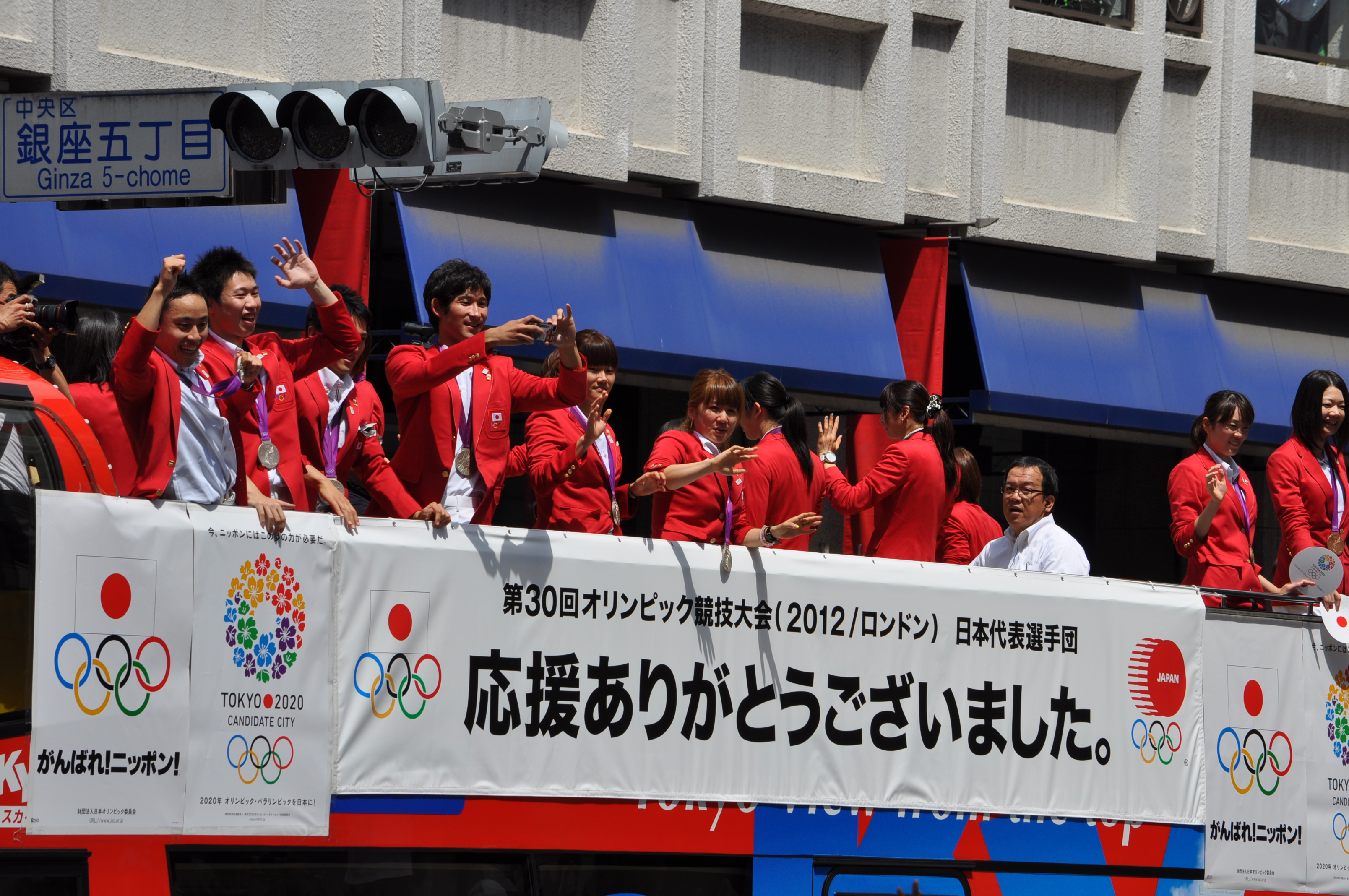
オリンピック凱旋パレード（2012年8月19日撮影）

三宅 諒（みやけ りょう、1990年12月24日 - ）は、日本のフェンシング選手（種目はフルーレ）。千葉県市川市出身。慶應義塾大学文学部卒業。ロンドンオリンピック男子団体の銀メダリスト、2014年アジア大会男子団体の金メダリスト。所属事務所は株式会社コモンズ2。

## 来歴
幼い頃から棒きれを振り回すのが好きで、保育園在園中になかなか上達しなかった水泳をやめ、フェンシングを始める。競技経験のない父が独自に研究した指導法により指導を受け、小学校6年の時には全国大会で優勝するまで上達する。
2007年、慶應義塾高等学校在学中に17歳以下の世界ジュニア・カデ選手権のフルーレ個人で優勝。2012年、アジア選手権大会で3位。
ロンドンオリンピックではフルーレ個人、団体の日本代表に選ばれ、個人では初戦敗退したが、団体では太田雄貴、千田健太、淡路卓とともに準優勝し、銀メダルを獲得した。
2013年、アジア選手権大会で個人、団体共に準優勝し、全日本大会でも準優勝。2014年、アジア大会の団体戦において五連覇を狙う中国を接戦で下し金メダルを獲得した。
2023年、現役引退を表明。

## 人物
2020年、東京オリンピックが新型コロナウイルス感染症の流行により延期となるなか、「結果でスポンサーさんにお返しができない中、契約を継続してほしいというのはおこがましい」としてスポンサー契約の一時停止を自ら申し出、生活費や活動費を得るためにアスリートやチームに寄付（ギフティング）などで金銭的な支援を行うサービス「Unlim」を利用すると共に、4月末からUberEatsでアルバイトを始めることとなった。同年5月にYouTubeチャンネルを開設するなど、様々な挑戦が注目を集めた。